# Idy Oulo
Ne doit pas être confondu avec Oulo.
Idy Oulo (Mana Ibrahima Idrissou de son vrai nom) est un auteur compositeur de musique né vers 1977 à Mayo-Oulo au Cameroun, au sein des ethnies Fali et/ou Peuls.

## Biographie
Idy Oulo découvre la musique assez jeune en écoutant les rythmes traditionnels de la savane joués par les griots et bergers de son village. Le premier instrument qu'il joue est la Garaya (sorte de n'goni à deux cordes) lors d'un séjour chez sa grand-mère dans un village très reculé. De retour chez ses parents, il fabrique sa première guitare avec des morceaux de bois et câbles de frein recyclés.
Il forme son premier groupe avec des camarades d'école en 1988 dont les plus influents sont Francis, Ottou Marcellin. Ils interprètent à l'époque des chansons d'Alpha Blondy ou de Francis Bebey Ismaël Lô, Ali Farka Touré.
Idy Oulo continuera les années suivantes à jouer avec ce groupe dans des alliances franco-camerounaises.
En 1995, installé à Douala depuis un moment, il intègre le groupe Faadah-Kawtal (signifiant « Les Messagers De L’Union » en fulfudé, un dialecte du nord du Cameroun) avec lequel il fait ses premiers pas sur la scène professionnelle internationale. Il devient le chanteur du groupe tout en composant beaucoup de musique. Ce groupe crée deux cassettes Derkejo en 1996 et Kilanta en 1997, qui leur permettront de se faire connaitre à plus grande échelle. Avec ce groupe, il participe au film Le Maître des éléphants réalisé par Patrick Grandperret où joue notamment Jacques Dutronc. C'est le groupe Faadah-Kawtal qui réalise la BO du film en utilisant les morceaux composés dans Derkejo. Faadah-Kawtal participe ensuite en 1998 à la cérémonie d'ouverture de la Coupe du Monde de football en France en 1998 sur la place de la Concorde sur invitation de la France. Faadah-Kawtal entame alors une grande série de concerts en Côte d'Ivoire au MASA, au Cameroun, puis dans différents pays d'Europe pour finalement revenir en France lors du festival Musiques-métisses à Angoulême.
Il s'installe dans cette ville d'Angoulême en 2000 afin de se lancer dans une carrière solo. Afin de parfaire ses techniques de guitare, il va prendre des cours au conservatoire d'Angoulême. C'est pendant cette période qu'il remporte plusieurs distinctions comme en 2002 le prix du lauréat de concours Musique et Danse en Région Poitou-Charentes. En octobre 2003, il est  lauréat du Concours de Label Mosaïc du Crédit agricole et d'Universal Music de Charente-Périgord, et il est finaliste la même année aux Découvertes du Printemps de Bourges. Il sort son premier album solo en durant l'été 2005, Ténèbre, dont la chanson Né gros et beau remportera un certain succès.
Il continue sa carrière et parcourt les scènes européennes avec sa troupe de musiciens originaires de la région d'Angoulême.
Idy Oulo se fait reconnaître par ses chansons pleines de revendications, l'Afrique étant l'une de ses sources d'inspiration principales. Artiste souvent décrit comme généreux, il participe notamment aux concerts en soutien aux enfants d'Haïti comme celui organisé par Radio Blagon en août 2006.
Idy Oulo est une des grandes figures de la scène musicale camerounaise en compagnie de Manu Dibango le maître du Soil makossa, Les Têtes Brulées spécialistes du bikutsi, André-Marie Tala du bend-skin. Idy Oulo est aujourd'hui le représentant de la world Music folk en pop / Reggae Sahelo-peuhl, suivant les traces du sénégalais Baba Maal qui avait déjà fait connaitre un peu la musique peuhl à ses débuts. Avec à son actif plusieurs tournées Nord Américaines et Américaine , l'artiste a beaucoup connu de succès particulièrement dans tout le Canada où il va s'installer plus tard faisant les aller et retour entre la France, son Cameroun natal et le Canada, l'artiste multiplie ses activités dans son combat social envers son pays d'origine et auprès des associations caritatives comme il en a la coutume.
Idy Oulo signe un single intitulé poulloh-fulbeih en 2015 avec une authenticité d'un mélange Afrobeat / funky /pop un vidéogramme entouré des danseuses de son pays. Idy réalisera à nouveau un single orné d'un vidéogramme intitulé DOUNIA la vie de l'humanité dans ce monde en Juin 2017.

## Discographie
Avec le groupe Faadah Kawtal :
- Derkejo, cassette sortie en 1996
- Kilanta, cassette sortie en 1997
- BO du film Le maître des éléphants de Patrick Grandperret, BO utilisant des morceaux de Derkejo
- Divine, double album réalisé en collaboration avec Isnebo Haman sorti en 2002.

En solo :
. Single, Vacances à Arcachon 2025
- Ténèbre, album solo sorti en 2005
- Single vidéogramme, Poulloh fulbeh  noblesse, 2015
- Single vidéogramme, Dounia la vie de l'humanité dans ce monde en juin 2017
- Welcom to Garousa Sina Yaware 16 juin 2020. Le single "Welcom to Garoua - Sina Yaware" est un titre tiré de ses chansons Bondi-rewbé-menn Maimai et le titre Colonisation éditées en octobre 2005 dans l'album Ténèbres dont l'artiste Idy Oulo est son auteur compositeur un  projet en collaboration avec d'autres qui était prévu dans le cadre de la coupe d’Afrique des nations du football qui devait avoir lieu au Cameroun en février 2021 reporté cause de la pandémie de Covid-19.